# راک پوینت (مریلند)
راک پوینت (به انگلیسی: Rock Point) شهری در ایالت مریلند کشور ایالات متحده آمریکا است که جمعیت آن در سرشماری سال ۲۰۱۰ میلادی، ۱۰۷ نفر بوده‌است.